# Lietuvos demokratinė darbo partija

Logo der LDDP

Die Lietuvos demokratinės darbo partija (LDDP, deutsch Litauische Demokratische Partei der Arbeit) war eine post-kommunistische, sozialdemokratische politische Partei in Litauen. Die LDDP entstand am 8. Dezember 1990 durch Umbenennung der Litauischen Kommunistischen Partei (LKP). Sie schloss sich am 27. Januar 2001 mit der Sozialdemokratischen Partei Litauens (LSDP) zusammen und firmiert seither unter diesem Namen.

## Geschichte

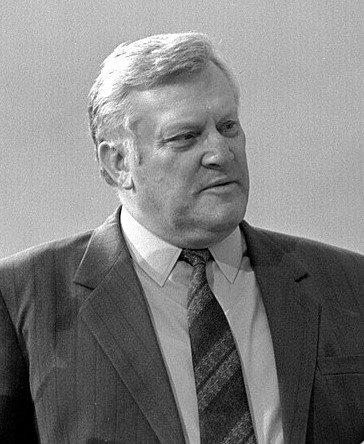
Algirdas Brazauskas (1990)

Erster Parteivorsitzender der LDDP war der Chef (Generalsekretär) der Vorgängerpartei LKP, Algirdas Brazauskas. Die LKP hatte sich bereits 1989 von der KPdSU los gesagt und wollte durch die Umbenennung ihre Abkehr vom Kommunismus verdeutlichen, ohne die Partei gänzlich aufzulösen.
Im Obersten Sowjet Litauens, der in freien Wahlen im Februar 1990 gewählt worden war und der dann zum Wiederherstellenden Seimas umbenannt wurde, hatte die LKP/LDDP knapp 50 der 141 Sitze errungen. Sie erklärte sich bereits kurz nach der von ihr mitgetragenen Unabhängigkeitserklärung vom 11. März 1990 in Opposition zur Mehrheit der Reformbewegung Sąjūdis im Parlament.
In der Folge brachte ihre Haltung gegen allzu radikale marktwirtschaftliche Reformen und Privatisierungen sowie gegen eine Stigmatisierung ehemaliger Mitarbeiter des kommunistischen Regimes (wie etwa der vorübergehende Ausschluss von öffentlichen Ämtern) und für einen Ausgleich sowohl innerhalb der Bevölkerung als auch in der Politik gegenüber der Sowjetunion, der LDDP eine wachsende Popularität in der Bevölkerung. Bei den ersten Wahlen zum litauischen Parlament im Herbst 1992 konnte die LDDP einen in dieser Höhe unerwartet klaren Wahlerfolg erzielen und bis 1996 mit absoluter Stimmenmehrheit regieren (76 der 141 Mandate). Ministerpräsident war anschließend für drei Monate der parteilose, aber von der LDDP nominierte Unternehmer Bronislovas Lubys, dann der LDDP-Politiker Adolfas Šleževičius.
Die anhaltende Popularität der Partei und ihres Vorsitzenden fand in den ein halbes Jahr nach den Parlamentswahlen im Januar/Februar 1993 stattfindenden Präsidentschaftswahlen ihren Ausdruck, als Algirdas Brazauskas mit 61 Prozent der Stimmen gleich im ersten Wahlgang zum ersten Staatspräsidenten der zweiten Republik Litauen gewählt wurde. Neuer Parteivorsitzender wurde der damalige Ministerpräsident Adolfas Šleževičius und nach dessen Rücktritt als Ministerpräsident und Parteivorsitzender im Februar 1996, der damalige Parlamentsvorsitzende Česlovas Juršėnas (bis Januar 2001). Die Wahlen von 1996 brachten die Unzufriedenheit der Bevölkerung mit der wirtschaftlichen Entwicklung und der LDDP-Alleinregierung zum Ausdruck und einen Absturz auf nur mehr 12 Mandate.
Unter dem Eindruck der bevorstehenden Wahlen schlossen sich die beiden sozialdemokratischen Parteien Litauens (LDDP und LSDP) im Mai zu einer gemeinsamen Wahlliste zusammen, A. Brazausko socialdemokratinė koalicija (A. Brazauskas’ sozialdemokratische Koalition). Diese Koalition, zu der auch die Neue Demokratie und die Partei der Russen gehörten, erreichte bei den Wahlen im Oktober 2000 insgesamt 51 Mandate, wovon 27 auf die LDDP und 17 auf die LSDP entfielen.
Im Januar 2001 kam es dann zur erwarteten Verschmelzung der beiden sozialdemokratischen Parteien LDDP und LSDP, wobei der Name der traditionsreichen LSDP weiter geführt wurde, den Parteivorsitz jedoch der Parteichef der LDDP, Algirdas Brazauskas, übernahm.
Aufgrund ihrer Herkunft aus der LKP war die LDDP die Partei, die von Beginn des unabhängigen Litauens an am besten organisiert und am stärksten in der Bevölkerung mit Ortsverbänden verankert war. Beim Zusammenschluss mit der LSDP brachte sie den Großteil der Mitglieder ein und bekam die Mehrzahl der Ämter zugesprochen. Die LDDP hat sich stets in der Tradition der europäischen Sozialdemokratie gesehen.